# Comunitat de Regants de la Vall de Càrcer i Sellent
La Comunitat de Regants de la Vall de Cárcer i Sellent forma un sistema de regs molt complex que comprèn una superfície aproximada de 1.850 hectàrees, repartides entre els termes de Sellent, Càrcer, Cotes, Alcàntera de Xúquer i Beneixida. Tots ells pertanyents a la comarca de la Ribera Alta, en la província de València. Agrupa a 1.760 propietaris o comuners.
El principal i primer recurs històric d'este sistema de reg és el Riu Sellent. És un regadiu històric que data de gener de 1850, quan es va constituir la Comunitat de regants de Sellent, formulant les Ordenances de reg per a l'administració i ús de les aigües, sent aprovades pel Govern Civil de la província de València el 23 d'abril de 1850. Paral·lelament, el sindicat de regs i la societat de Terres Altes de Càrcer vènia utilitzant també l'aigua del riu Sellent per al reg de les seues terres des de 1907.
El 24 de desembre de 1944 van ser unificades ambdues comunitats de reg, aprovant les noves Ordenances.
Estes aigües s'arreplegaven en la primitiva assut denomina d'Estubeny, situada en la partida de "les salinetes" del terme municipal, i bàsicament s'utilitzaven per a les terres d'arrossars. Però pel fet que existixen en la zona uns terrenys formats per algeps d'alabastre en capes de salnitre que convertixen en salobres les aigües del riu, ha fet que els responsables de la Comunitat de regs estudiaren fórmules alternatives d'arreplegar l'aigua del riu Sellent sense eixe salnitre. Per eixe motiu, anys més tard, en la dècada de 1980, es va construir una nova assut aigües dalt, amb les aportacions dels agricultors i la col·laboració de la Confederació Hidrogràfica del Xúquer.
En l'actualitat, el canal principal o séquia general arranca en eixa assut situada en el terme d'Anna, uns 800 metres abans de la confluència amb Chella, i discorre durant quasi 8 km per les proximitats del llit o queixer del riu Sellent, que creua en diverses ocasions. Arriba al poble del mateix nom, Sellent, on hi ha instal·lats uns motors que eleven l'aigua a les partides més altes com "la Serretella, el Pla, la Foia i la Molinera".
Prosseguix la séquia travessant la localitat per un subterrani i arriba a un lloc denominat "el partidor Reial" on es distribueix l'aigua en 3 braçals: --el de la dreta, direcció Est, anomenat "del Pla del Rei", d'uns 3.500 metres de longitud. -el de l'esquerra, direcció Oest, s'anomena séquia "del Palmeral" d'uns 3.000 metres de recorregut i discorre pròxima a la carretera de Sellent a Sumacàrcer, regant una gran extensió de terres en els termes de Sellent, Cotes i Càrcer. -la 3a séquia, direcció Nord, és la "de Daudí", que segueix paral·lela al camí a Càrcer, fins a desembocar en la bassa del mateix nom. Esta bassa s'alimenta també de "la Font de Daudí", situada a 5 km més al nord, a l'altre costat del Xúquer, en el terme de Gavarda, des d'on és bombejada per una canonada de 500 mm. de diàmetre. Des d'ací es distribueix l'aigua per una xarxa de diversos braçals i canonades de diferents mesures per a regar l'extensa Vall de Càrcer. Més tard, a l'ampliar-se els regadius, s'han afegit aigües de la séquia Escalona i de Carcaixent, així com captació d'aigües subterrànies amb la perforació de nous pous.
• La comunitat presta els servicis de gestió i Administració del reg. Està formada per una Assemblea general de socis i és regida per una Junta Directiva integrada per 11 vocals representants de cada un dels pobles.
• S'estan escometent obres de modernització per a la instal·lació del reg per goteig per un valor de 8 milions d'Euros i consistixen en la instal·lació de canonades noves des de les basses fins als capçals de reg, el projecte és finançat al 50% entre la comunitat de regants i la conselleria d'agricultura.
• La Comunitat de Regants Vall de Càrcer i Sellent pertany a la Federació Nacional de Comunitat de Regants (FENACORE) i a la federació comunitat de Regants de la Comunitat Valenciana (Fecoreva).